# Halleluja
Halleluja ist die deutsche Transkription des hebräischen הַלְלוּיָהּ haləlūjāh, ein liturgischer Freudengesang in der jüdischen Tradition und ein Aufruf zum Lobe Gottes in der christlichen Tradition. Halleluja  hat sich innerhalb der Bibel zum Terminus technicus für liturgischen Lobgesang entwickelt und spiegelt die Gebetsdynamik des Psalters von der Klage zum Lob wider, was sich auch im Sprachgebrauch des antiken Judentums und des Neuen Testaments niederschlug.
Die exklusive Verwendung von הלל hll am Schluss des Psalters und ברך brḵ „segnen, preisen“ in den Wallfahrtspsalmen deutet möglicherweise auf die Differenz zwischen levitischen Tempelsängern und priesterlichem Lob hin.

## Etymologie und Schreibung
Der Ausruf Halleluja setzt sich aus dem Imperativ Plural von הלל hll im Piel „rühmen“, „Gott preisen“ und der Kurzform des Gottesnamens יהוה jhwh zusammen: „Lobet den Herrn!“ In der Hebräischen Bibel tauchen drei Varianten auf: Die Vereinigung beider Wörter zu einem Wort (הַלְלוּיָהּ haləlūjāh) und die Kombination beider Wörter als zwei Wörter sowohl mit als auch ohne Maqqef (הַלְלוּ־יָהּ haləlū-jāh bzw. הַלְלוּ יָהּ haləlū jāh). Die Varianten sind dabei in den Handschriften nicht immer eindeutig zu unterscheiden, was die Vermutung nahelegt, dass der Ausruf – bestehend aus zwei Wörtern – sich zu einem festen Ausdruck – bestehend aus einem Wort – entwickelte. Spätestens an diesem Punkt kann die liturgische Verwendung vorausgesetzt werden. Den Schlusspunkt dieser vermutlichen Entwicklung bilden die Übersetzungen des Alten Testaments, auf die die weltweite liturgische Praxis zurückgeht, alle drei hebräische Varianten als ein Lehnwort zu übernehmen.
Die Septuaginta übernimmt den hebräischen Ausruf als ἁλληλουϊά hallēluïá, die Vulgata schreibt Alleluia.

## Verwendung in der Bibel

### Hebräische Bibel
Innerhalb der alttestamentlichen Texte hat das Halleluja eindeutige liturgische Funktionen. Bevorzugt dient es dabei der Trennung innerhalb der Gruppen von Lobpsalmen. Dies geschieht auf zweierlei Weisen: durch die Stellung am Anfang bzw. am Ende von Psalmen. Am Anfang von Psalmen steht das הַלְלוּיָהּ haləlūjāh in masoretischer Tradition fast immer in einer eigenen offenen Zeile, vergleichbar den Psalmüberschriften. Somit kann das Halleluja die Funktion der Lobeinleitung sowie der Überschrift haben. Als Schlusswort ist das Halleluja seltener als offene Zeile formatiert, jedoch bevorzugt durch eine Setuma vom übrigen Text abgegrenzt. Vielfach lässt sich jedoch keine Abgrenzung erkennen.
Auch in den älteren Klageliedern des Einzelnen wird das traditionelle Lobversprechen u. a. mit der Wurzel הלל hll gebildet.

### Septuaginta
Die durchgängige Transliteration von הַלְלוּיָהּ haləlūjāh in allen Schreibweisen als ἁλληλουϊά hallēluïá bezeugt, dass Hallaluja als fester Ausdruck aufgefasst wurde. Gegenüber der hebräischen Vorlage steigert die LXX die Verwendung als Überschrift (vgl. Ps 135,1LXX gegenüber Ps 136,1MT), vernachlässigt jedoch die Nutzung als Abschluss, indem sie sie oft weglässt (vgl. Ps 105,1LXX gegenüber Ps 105,45MT; Ps 106,48 MT). Das Ägyptische Hallel wird durchgängig und auch der nachfolgende Torapsalm Ps 119 mit ἁλληλουϊά hallēluïá eingeleitet. Im kleinen Hallel schaffen die Übersetzer die neue Abgrenzung der Psalmen durchgängig durch die Setzung von ἁλληλουϊά hallēluïá als Überschrift, streichen jedoch das Halleluja als Schlusswort der einzelne Psalmen. Lediglich Ps 150,6  stellt eine Ausnahme dar. Die LXX erhält die Vereinigung der gesamten Welt zum Halleluja als Schlusspunkt des hebräischen Psalters, ergänzt ihn jedoch, indem in Ps 151,1 mit einem weiteren ἁλληλουϊά hallēluïá das Nachwort zum Psalter eingeleitet wird.
In der LXX kann „das Halleluja“ auch mit Artikel το ἁλληλουϊά to hallēluïá als Bezeichnung für einen Lobpsalm stehen, was der vorrangigen Setzung als Überschrift entspricht. Auch die Funde von Qumran verdeutlichen, dass die Bevorzugung des Halleluja als Überschrift von Psalmen eine Besonderheit der griechischen Bibeltradition ist: Auch 11QPsa (col. XXVIII) bezeugt den Anfang von Ps 151 mit Halleluja, jedoch rückt es in der Überlieferung von Ps 135,1 vom Versanfang ans Versende (11QPsa col. XIV).

### Halleluja als Zeugnis einer Variante des Gottesnamens
Ein weniger bekannter Inhalt des Halleluja ist die Bezeugung einer Kurzform des Gottesnamens: יהוה jhwh → יהּ jh. Die nächsten Parallelen finden sich in den Kurzformen von theophoren Personennamen, bspw. Elija und Jesaja.
Im Gegensatz zur Langform gilt die Vokalisation der Kurzform als יָהּ jāh als unumstritten. Zwar lässt die Verwurzelung im liturgischen Ruf gelegentlich ein hohes Alter der Kurzform יָהּ jāh vermuten, dies lässt sich jedoch aufgrund der bevorzugten Bindung des Halleluja-Rufes an einen festen literarischen Ort schwerlich nachweisen.
Sicher ist, dass die Vermeidung der Aussprache des Gottesnamens aufgrund seiner Heiligung offenbar zu keiner Zeit der Entstehungs- und Überlieferungsgeschichte des AT auch auf die Kurzform des Gottesnamens übertragen wurde.

### Außerhalb des Psalters
Im Neuen Testament wird der Ausruf Halleluja viermal genannt (Offb 19,1–6 ). Der  Kontext ist der Jubel im Himmel über den Untergang Babylons.
Auch das apokryphe Buch Tobit beinhaltet an einer Stelle den Jubelruf Halleluja im Zusammenhang der Erneuerung Jerusalems (Tob 13,18 ).

## Verwendung in der Liturgie

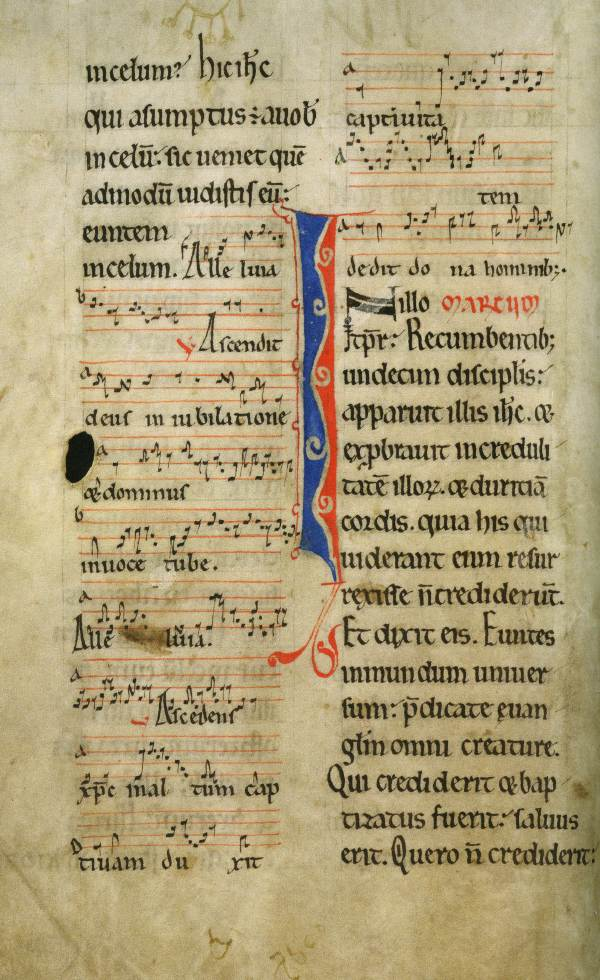
Halleluja und Eingangsworte des Evangeliums von Christi Himmelfahrt im Missale Scarense (1150–60)

### Christliche Liturgie
Etwa seit dem 3. Jahrhundert ist die liturgische Verwendung des Halleluja in Verbindung mit der gesungenen Psalmmelodie des Offiziums und der Eucharistie insbesondere an Ostern bezeugt. Dabei wurde es entweder als Antwort der Gemeinde auf den Psalm oder als Zusatz zu anderen Elementen, um ihnen einen österlichen Charakter zu verleihen, gesungen. Später erhielt das Halleluja seinen Platz in der Messe vor der Evangelienlesung. Zunächst in der Form: Akklamation der Gemeinde, Strophe vom Kantor oder Chor, Wiederholung des Halleluja. Die späteren Gebräuche der gregorianischen Ordnung überlagerten diese Form. In vielen heutigen liturgischen evangelischen und römisch-katholischen Traditionen dient das häufig dreifache Halleluja als Evangelienakklamation der Gemeinde, die sich erhebt und den Herrn, der im Evangelium spricht, zu grüßen.
Mit der Zeit entstand die Tradition, während der Fastenzeit als Zeichen der Buße auf das Halleluja zu verzichten. Im Mittelalter entwickelten sich Riten, bereits in der Vorfastenzeit aufs Halleluja zu verzichten. Während der Fastenzeit wurde das Halleluja vor dem Messevangelium durch einen durchkomponierten Solopsalm ersetzt.

#### Evangelischer Gottesdienst
Das Halleluja steht im evangelischen Gottesdienst nach Grundform I im Zusammenhang der Schriftlesungen. Ursprünglich sind drei Lesungen (Altes Testament, Epistel, Evangelium) vorgesehen, jedoch werden hier in der gottesdienstlichen Praxis meist Kürzungen auf ein oder zwei Lesungen vorgenommen, wobei die Evangelienlesung nur dann ausfällt, wenn sie den Predigttext darstellt. Das Halleluja soll als Hinführung zum Evangelium gelesen werden. Bei zwei oder drei Schriftlesungen kann es unmittelbar nach der Epistellesung, nach dem der Epistellesung folgenden Wochenlied oder nach der Ankündigung des Evangeliums gesungen werden. Ist es in der Gemeinde üblich, zur Evangelienlesung aufzustehen, geschieht dies bereits zum Halleluja. In der Passionszeit sowie an Bußtagen entfällt das Halleluja. Aufgrund der Kürzung der Lesungen im Sonntagsgottesdienst, verschob sich das Halleluja in der Liturgie vielfach hinter die Evangelienlesung und wurde als Antwort gesungen. Das neue Perikopenbuch von 2018 setzt das Halleluja mit dem Halleluja-Vers wieder an den angestammten Platz als Aufgesang zur Evangelienlesung. Dabei verweist es auf die Liturgiegeschichte und die ökumenische Funktion.
Die Grundform II des evangelischen Gottesdienstes sieht kein Halleluja vor.

#### Katholische Messfeier
Auch in der katholischen Messe hat das Halleluja seinen Platz vor der Evangelienlesung. Die Gemeinde steht dabei. Diese Akklamation stellt als Begrüßung des Herrn und Glaubensbekenntnis einen selbstständigen Ritus dar. Während der Fastenzeit wird anstelle des Halleluja der im Lektionar angegebene Vers oder ein zweiter Psalm aus dem Graduale gesungen. Wenn in einem Gottesdienst Weihrauch verwendet wird, legt der Bischof diesen während des Halleluja ein.

## Musikalische Verwendung
Die Gregorianik kenne eine Bandbreite an musikalischen Sätzen, die von einfachen syllabischen Sätzen der Mess-Antiphone zu melismatischen Sätzen in der Messe. Die eigentlichen Messen haben einen jubilus auf der letzten Silben. Für gewöhnlich enden die Zeilen mit einem jubilus gleicher Melodie. In der Gregorianik wird für verschiedene Halleluja häufig dieselbe Melodie verwendet. Nach dem 8. Jahrhundert wurden immer wieder neue Hallelujamelodien komponiert. Die gegenwärtige römisch-katholische Ordnung bevorzugt die Texte des reformierten Halleluja-Zyklus, da diese besser zum nach dem Vaticanum II erneuerten Lektionar passen, erlaubt jedoch weiterhin den Gebrauch des gregorianischen Repertoires. Somit ist das Halleluja das liturgisch am wenigsten nutzbare Element der gregorianischen Messe. Der neue Halleluja-Zyklus wurde von vielen Komponisten in die Musik umgesetzt.